# 誠勳
誠勳（1848年—1915年6月22日），伊爾根覺羅氏，字果泉，满洲正红旗人，清朝官员。

## 生平
一品蔭生出身，同治3年六部郎中分部學習行走，光緒2年授兵部郎中，光緒8年-光緒11年坐糧廳監督，光緒10年丁嫡祖母憂，光緒10年丁本生父憂，光緒12年山東督糧道，光緒12年-光緒13年直隸大順廣道，光緒13年-光緒17年奉天奉錦山海道，光緒13年加按察使銜，光緒17年丁本生母憂，光緒間江西廣饒九南道，光緒26年浙江甯紹台道，光緒26年-光緒27年江蘇按察使，光緒27年-光緒28年浙江布政使，光緒28年-光緒29年護理浙江巡撫，光緒28年-光緒32年安徽巡撫，光緒32年江寧將軍，光緒32年-光緒33年廣州將軍，光緒33年-宣統元年察哈爾都統，宣統元年-宣統3年熱河都統，宣統3年又任广州将军，后调奕劻內閣弼德院顧問大臣。宣統七年（1915年）五月初十日卒，年六十四。。

## 家庭
- 祖父清恪公愛仁 (道光舉人)，道光十一年（1831年）辛卯恩科繙譯舉人、工部与兵部尚书。
- 父伊爾根覺羅氏。
- 子耆齡，農工商部左侍郎。妻佟佳氏、瓜爾佳氏。
- 子增齡。妻劉氏（父镶白旗汉军、历任西安、荆州与广州将军凤山 (清朝人物)）。
- 孫子画家惠孝同（父耆齡），娶镶红旗满洲他他拉裕泰曾孫女、他他拉長敘孫女唐梅為妻，即珍妃侄女。
- 曾孫惠伊深。